# Joana Machado
Pour les articles homonymes, voir Machado.

Joana Machado, née le 15 septembre 1978 à Funchal sur l'Île de Madère, est une chanteuse portugaise de jazz et de bossa nova.

## Discographie
- Crude (2006)
- A Casa do Óscar (2008)